# Walter Ulbricht

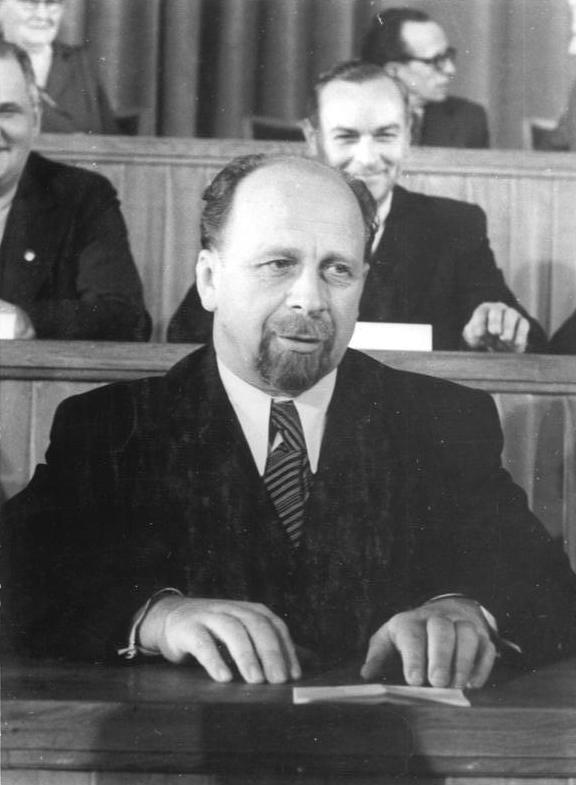
Walter Ulbricht als stellvertretender Ministerpräsident der DDR in der Regierung Otto Grotewohl, 1950

Walter Ernst Paul Ulbricht (* 30. Juni 1893 in Leipzig; † 1. August 1973 in Groß Dölln) war ein deutscher kommunistischer Politiker. Er war von 1950 bis zu seiner Entmachtung am 26. April 1971 der Machthaber der DDR und des SED-Regimes. Seine Herrschaft trug diktatorische Züge. Er prägte in dieser Zeit den Aufbau und die Entwicklung der DDR zu einem sozialistischen Staat.
Seit seiner Jugend in der sozialistischen Arbeiterbewegung Deutschlands aktiv, war Ulbricht Berufsrevolutionär. In der Endphase der Weimarer Republik leitete er die Kommunistische Partei Deutschlands (KPD) innerhalb der Reichshauptstadt Berlin. Am Kampf der stalinistisch ausgerichteten Partei gegen die Sozialdemokratie und die republikanische Ordnung war er im Führungszirkel um Ernst Thälmann beteiligt.
Aus dem sowjetischen Exil 1945 als Leiter der Gruppe Ulbricht am 30. April 1945 nach Berlin zurückgekehrt, wirkte er in der sowjetischen Besatzungszone (SBZ) in enger Zusammenarbeit mit der Besatzungsmacht als führender Funktionär der KPD und der Sozialistischen Einheitspartei Deutschlands (SED) prägend am Aufbau des Staatsapparates der späteren DDR mit.
Von 1950 bis 1971 stand Ulbricht an der Spitze des Zentralkomitees der SED und besaß die höchste politische Entscheidungsgewalt. In dieser Eigenschaft und mit sowjetischem Einverständnis prägte er ab 1952 die neue Politik zum Aufbau des Sozialismus in der DDR und befahl 1961 den Bau der Berliner Mauer.
Ulbricht war ab 1949 stellvertretender und von 1955 bis 1960 Erster stellvertretender Vorsitzender des Ministerrats, anschließend bis 1971 Vorsitzender des Nationalen Verteidigungsrats und bis zu seinem Tod 1973 Vorsitzender des Staatsrats der DDR.

## Leben

### Jugend und politische Anfänge

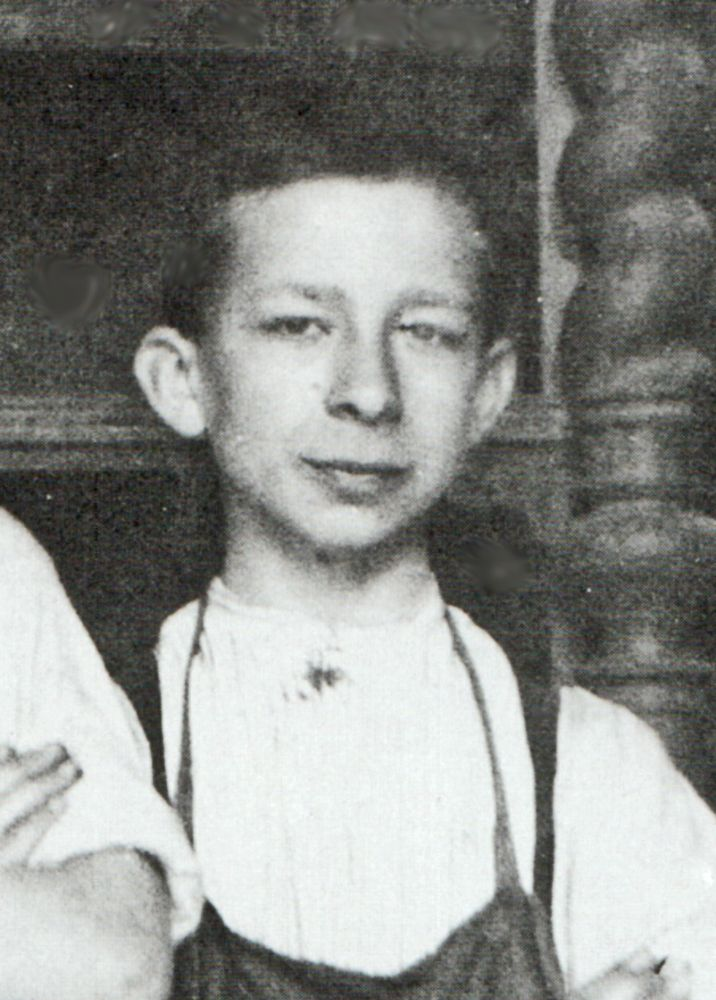
Walter Ulbricht, 14-jährig zu Beginn der Tischlerlehre

Als erstes Kind des gelernten Schneiders Ernst August Ulbricht und dessen Ehefrau Pauline Ida, geb. Rothe, wurde Walter Ulbricht 1893 in der Leipziger Gottschedstraße 4 (heute 25) geboren. Der Komponist Gustav Mahler hatte zwischen 1886 und 1887 im selben Gebäude gewohnt; der Politiker Gustav Stresemann zog 1899 als Student hier ein. Ulbrichts Elternhaus war aktiv sozialdemokratisch geprägt. Nach seiner Volksschulzeit begann er 1907 eine Lehre als Möbeltischler, die er 1911 erfolgreich abschloss.
Bereits 1908 trat Ulbricht dem Arbeiterjugendbildungsverein Alt-Leipzig bei. 1912 wurde er Mitglied der SPD. Als Jungfunktionär hielt Ulbricht Vorträge vor Jugendgruppen der SPD und übernahm ehrenamtliche Tätigkeiten beim Arbeiterbildungsinstitut sowie in der Leipziger Arbeiterjugendbewegung. Seit 1913 war er Mitglied der „Corpora“ in Leipzig-Mitte, die ursprünglich als Tarnorganisation gegründet worden war, um das Sozialistengesetz zu umgehen. Ulbricht selbst nannte diese Gruppe „Interna“ und schrieb in einem Brief, es handle sich um den „engeren Funktionärskörper“, zu dem er wegen seines Engagements beim Flugblattverteilen und anderer Kleinarbeit zugelassen worden sei. Nach Ausbruch des Ersten Weltkrieges verfasste und veröffentlichte Ulbricht als Mitglied des linken Flügels der SPD unter Führung von Karl Liebknecht und Rosa Luxemburg zahlreiche Flugblätter mit Aufrufen zur Beendigung des Krieges. Auf einer Funktionärsversammlung der SPD Groß-Leipzig im Dezember 1914 forderte er, die Reichstagsabgeordneten der SPD sollten künftig gegen weitere Kriegskredite stimmen. Er wurde für seine Haltung persönlich angegriffen, der Antrag wurde abgelehnt.
Im Ersten Weltkrieg, von 1915 bis 1918 diente Ulbricht als Soldat an der Ostfront und auf dem Balkan in Serbien und Mazedonien als Gefreiter bei der Magazin-Fuhrpark-Kolonne 218. 1917/18 war er wegen Malaria im Lazarett in Skopje. Im Jahr 1917 trat er der USPD bei, einer Abspaltung der SPD. Obwohl er als Soldat nicht agitatorisch aktiv wurde, galt er den Militärbehörden als politisch verdächtig. Bei seiner Verlegung an die Westfront desertierte Ulbricht 1918 auf dem Transport, wurde gefasst und zu zwei Monaten Haft verurteilt. Kurz nach seiner Entlassung und erneuten Verwendung als Soldat in Brüssel wurde er wegen des Besitzes von Antikriegs-Flugblättern erneut festgesetzt. Einem weiteren Militärgerichtsverfahren konnte Ulbricht sich bei Ausbruch der Novemberrevolution 1918 durch Flucht entziehen.

### Weimarer Zeit
Während der Novemberrevolution 1918 war Ulbricht Mitglied des Soldatenrates des XIX. Armeekorps in Leipzig. Etwa 1920 trat er von der USPD zur KPD über und stieg als Parteifunktionär rasch auf. So organisierte er den Parteibezirk Groß-Thüringen neu. Ulbricht wurde im Februar 1923 auf dem VIII. Parteitag in Leipzig als Delegierter Thüringens in die Zentrale der KPD gewählt und übernahm die Funktion des Sekretärs im Politbüro. Er hielt diese Position bis 1924, als er wegen „rechtsabweichender Standpunkte“ von der ultralinken Parteiführung unter Ruth Fischer aus dem Amt gedrängt wurde.
1920 nahm er als Delegierter zum IV. Weltkongress der Kommunistischen Internationale (Komintern) in Moskau und Petrograd teil, wobei er Lenin kennenlernte. Ulbricht vertrat das Organisationsprinzip der Betriebszellen im Gegensatz zur bisher üblichen Gliederung nach Wohnortgruppen. 1922 war er nochmals in Moskau und arbeitete ab 1924 für die Komintern. Er wurde bei der Landtagswahl in Sachsen am 31. Oktober 1926 in den sächsischen Landtag als Abgeordneter gewählt, dem er bis 1929 angehörte. Ab 1928 kam er für den Wahlkreis Westfalen-Süd auch als Mitglied in den Reichstag. Ab 1930 bis 1933 kandidierte er erfolgreich im Reichstagswahlkreis 3 Potsdam-II.
Kurze Zeit später war er im Zentralkomitee (ZK) seiner Partei aktiv. Zwischenzeitlich war Ulbricht im Jahr 1928 Mitglied der Kommunistischen Partei der Sowjetunion (KPdSU) geworden. Ein zentraler Arbeitsbereich Ulbrichts in der KPD-Führung war ab 1928/29 die Gewerkschaftspolitik der Partei und deren radikalisierte Streikstrategie, die sich von der Strategie der freigewerkschaftlichen ADGB-Verbände abzugrenzen versuchte. Zu dieser Thematik veröffentlichte er eine Reihe an Aufsätzen. Ab 1929 war er auch Mitglied des Reichskomitees der Revolutionären Gewerkschafts-Opposition (RGO), wodurch Ulbricht in zahlreiche Konflikte und Auseinandersetzungen zwischen Partei- und RGO-Strukturen verwickelt war.

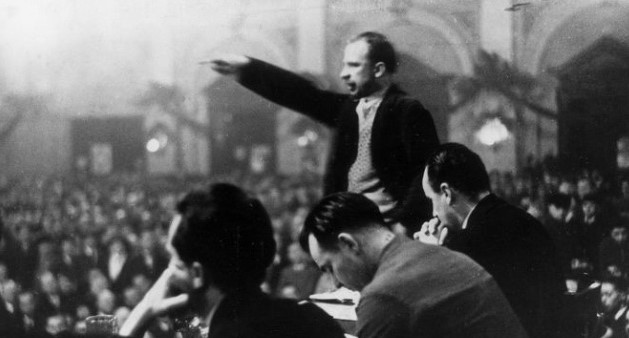
Ulbricht (stehend) und Goebbels (vorn links) auf einer gemeinsamen Veranstaltung 1931

Ab 1929 Politischer Leiter des KPD-Bezirks Berlin-Brandenburg-Lausitz-Grenzmark, führte Ulbricht in Berlin den Kampf der KPD gegen die SPD, die er gemäß der Sozialfaschismusthese für den gefährlichsten Gegner und Hauptfeind der Kommunisten hielt. Im Januar 1931 trat er auf Einladung der NSDAP im Saalbau Friedrichshain sogar zu einem Rededuell gegen ihren Gauleiter Joseph Goebbels an. Die Veranstaltung endete allerdings als Saalschlacht zwischen den zahlreich erschienenen Anhängern der Kontrahenten. Im Sommer 1931 unterstützte Ulbricht den von den Rechtsparteien, darunter die NSDAP, auf den Weg gebrachten Volksentscheid zur Auflösung des preußischen Landtages am 9. August 1931. Als das absehbare Scheitern des Volksentscheids zur Gewissheit geworden war, ließ die Berliner KPD-Führung noch am selben Tag einen politischen Terrorakt durchführen, nämlich die Ermordung der Polizeioffiziere Anlauf und Lenck vor der Parteizentrale am Bülowplatz. Ulbricht war die geplante Aktion bekannt und er nahm sie billigend in Kauf. Im November 1932 war Ulbricht einer der Organisatoren des Streiks der Berliner Verkehrsgesellschaft, den auch die Betriebszellenorganisation der NSDAP unterstützte.

### Zeit des Nationalsozialismus

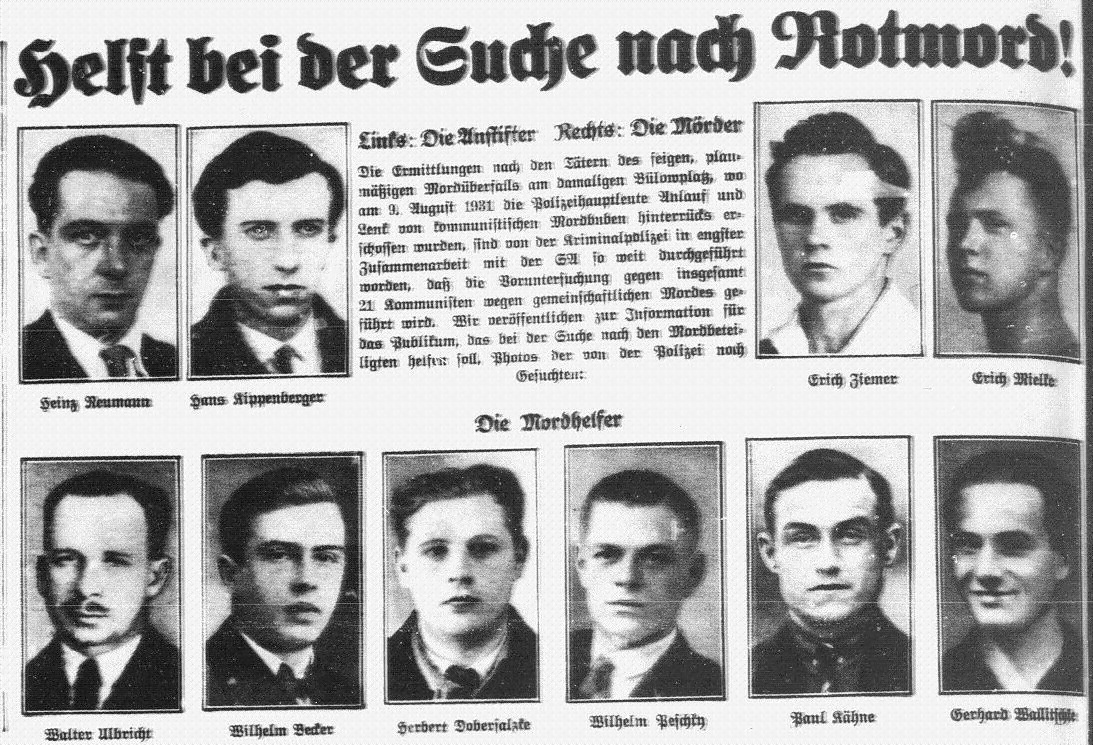
Fahndungsplakat der Berliner Polizei aus dem Jahr 1933 zu den Polizistenmorden auf dem Bülowplatz 1931 (Ulbricht unten links)

Nach der Machtergreifung der NSDAP am 30. Januar 1933 leitete Ulbricht am 7. Februar 1933 die geheime Funktionärstagung der KPD im Sporthaus Ziegenhals bei Berlin. Er führte die Arbeit der KPD zunächst in der Illegalität weiter. Weil er im Dezember 1932 durch einen „Aufruf zum Generalstreik“ versucht habe, „gewaltsam die Verfassung zu verändern“, und wegen seiner anstiftenden Worte im Vorfeld der Polizistenmorde auf dem Bülowplatz vom 9. August 1931  wurde Ulbricht vom Amtsgericht Berlin steckbrieflich gesucht.
Im Oktober 1933 floh Ulbricht auf Beschluss des Politbüros nach Prag. Anschließend zog er mit Frau und Tochter nach Paris, von wo aus er im Politbüro den kommunistischen Widerstand im Deutschen Reich organisierte und zusammen mit Willi Münzenberg für die KPD die Verhandlungen zur Bildung einer Volksfront leitete. 1935 kehrte er nach Prag zurück, um dort mit dem SPD-Vorstand im Exil über eine Zusammenarbeit zu verhandeln. Im April 1937 wurde er im Deutschen Reich ausgebürgert. 1938 ging er nach Moskau, um als Vertreter der KPD zu arbeiten.
Zu Beginn des Zweiten Weltkriegs verteidigte Ulbricht den deutsch-sowjetischen Nichtangriffspakt mit dem Argument, das Hitlerregime werde unter anderem wegen der Stärke der Roten Armee nun im Gegensatz zu England notgedrungen einen friedlichen Weg einschlagen. „Die deutsche Regierung erklärte sich zu friedlichen Beziehungen zur Sowjetunion bereit, während der englisch-französische Kriegsblock den Krieg gegen die sozialistische Sowjetunion will“, so Ulbricht. Im Jahr 1940 verurteilte Walter Ulbricht in der von ihm herausgegebenen Stockholmer Zeitschrift Welt die Vorschläge anderer Widerständler, England im Krieg gegen den NS-Staat zu unterstützen. Er schrieb, dass fortschrittliche Kräfte nicht „den Kampf gegen den Terror und gegen die Reaktion in Deutschland führen“, nur um stattdessen dem „englischen Imperialismus“ zum Sieg zu verhelfen.
Unmittelbar nach Deutschlands Überfall auf die Sowjetunion im Juni 1941 setzte die Kominternführung Ulbricht beim deutschsprachigen Programm von Radio Moskau ein. Im Schützengraben forderte er deutsche Soldaten in der Schlacht von Stalingrad über Megaphon zur Kapitulation und zum Überlaufen auf. In sowjetischen Kriegsgefangenenlagern versuchte er, deutsche Soldaten für den Aufbau einer deutschen Nachkriegsordnung im Sinne der KPD zu gewinnen. Er war 1943 Mitbegründer des „Nationalkomitees Freies Deutschland“ (NKFD): Nach einer Idee der politischen Abteilung der Roten Armee sollten kommunistische Emigranten und deutsche Kriegsgefangene im Sinne der Volksfronttaktik zusammenarbeiten. In diesem Kontext erwähnt die Londoner Times Ulbricht erstmals im Juli 1943 als Mitverfasser eines Manifests mit dem Titel „Frieden oder Auslöschung“.

### Deutsche Demokratische Republik

#### Vorbereitung einer Staatsgründung

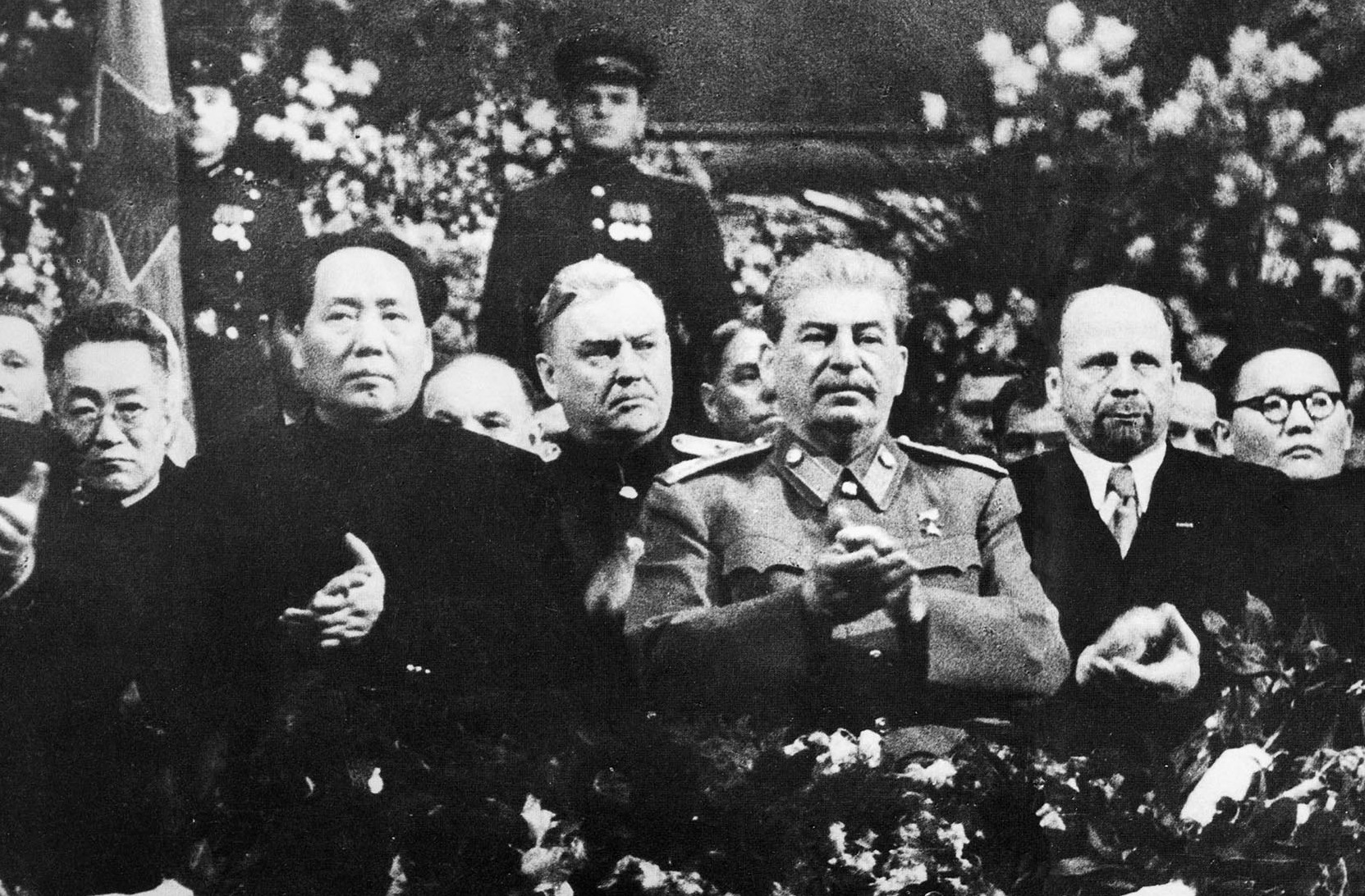
Mao, Bulganin, Stalin, Ulbricht und Tsedenbal 1949

Am 30. April 1945 kehrte Ulbricht als Chef der nach ihm benannten Gruppe Ulbricht in das zerstörte Deutschland zurück. Er organisierte in der Sowjetischen Besatzungszone die Neugründung der KPD und 1946 den Vereinigungsparteitag von KPD und SPD zur SED in Berlin. Anfang Juli 1945 forderte er in einer Rundfunkansprache die Schaffung einer sozialistischen Jugendorganisation (FDJ). Von 1946 bis 1950 war Ulbricht Abgeordneter des Landtages der Provinz Sachsen-Anhalt (1947–1952 Land Sachsen-Anhalt). Im Landtag gehörte er der Fraktion der SED an und war Mitglied des Ausschusses für Recht und Verfassung und des Wirtschaftsausschusses.
Nach der Gründung der DDR am 7. Oktober 1949 wurde er stellvertretender und am 24. November 1955 Erster stellvertretender Vorsitzender im Ministerrat unter dem Vorsitzenden Otto Grotewohl. Er übertraf jedoch diesen und den Staatspräsidenten Wilhelm Pieck an Macht. Nach dem III. Parteitag der SED wurde Ulbricht am 25. Juli 1950 vom ZK zum Generalsekretär des ZK der SED gewählt, einer Position, die nach dem Aufstand des 17. Juni 1953 in Erster Sekretär des ZK der SED umbenannt wurde.

#### Aufbau des Sozialismus

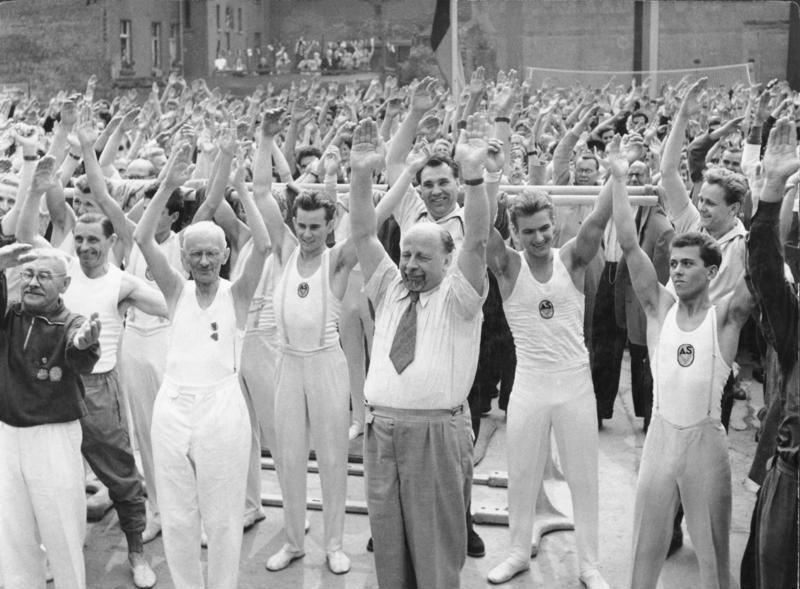
Ulbricht beim III. Deutschen Turn- und Sportfest in Leipzig 1959. Ulbricht trieb bis ins Alter gern Sport und förderte den Sport in Schulen, Betrieben und Hochschulen.

Bereits zur Zeit der Gründung der DDR beherrschte die SED den aus der SBZ überführten Staatsapparat, die Massenorganisationen, war im Besitz des Meinungsmonopols und hatte den Marxismus-Leninismus zur Staatsideologie erhoben. Im Parteiapparat selbst hatte sich Ulbricht mit der ihm eigenen Umsicht und mit Fleiß bereits eine Stellung im Sinn einer Hausmacht geschaffen, die ihm erlaubte, zunehmend bei allen wichtigen Entscheidungen das letzte Wort zu haben. Nach Gründung der DDR weiter ausgebaut, beruhte sie auf seiner Rolle als „Herr der Verwaltung“ im zentralen Parteiapparat, zu der er durch eine gezielte Personalpolitik und die Strukturierung des Apparats gekommen war. Seit dem 17. Oktober 1949 galt die dem Text der DDR-Verfassung hohnsprechende Regelung, dass sämtliche Gesetzes- und Verordnungsvorhaben und sonstige Maßnahmen, „über die die Regierung der DDR beschließt“, „vor ihrer Verabschiedung durch die Volkskammer“ vom Politbüro der SED oder dem Kleinen Sekretariat des Politbüros des Zentralkomitees der SED beschlossen werden müssen. Auf Ulbrichts Initiative war im Januar 1949 in Angleichung der SED an die Struktur der KPdSU als „Partei neuen Typs“ dieses „Kleine Sekretariat“ geschaffen worden, in dem er den Vorsitz hatte. Im Ergebnis erarbeitete Ulbricht die Tagesordnungen und die Beschlussvorlagen für die jeweiligen Politbürositzungen, in denen die Partei ihre Entscheidungen für den Staat DDR fällte. Im Einzelnen ging Ulbricht dabei bilateral mit den betreffenden Funktionsträgern vor. Auch für die Vergabe höherer Stellen im Parteiapparat war das Sekretariat verantwortlich. Mit besonders wichtigen Funktionären, wie dem Staatssekretär und späteren Minister für Staatssicherheit, Erich Mielke, kommunizierte er brieflich unter Ausschluss der anderen Politbüromitglieder.
Zu den für die SBZ/DDR zuständigen sowjetischen Stellen hatte Ulbricht unter allen Politbüromitgliedern die besten Verbindungen. Bereits bei der Wiedergründung der KPD hatte Ulbricht an dem entsprechenden Knotenpunkt der Kommunikation im Parteiapparat seine Lebensgefährtin Lotte Wendt platziert, die das Russische in Wort und Schrift perfekt beherrschte. Bei jedem Kurswechsel der KPdSU erwies sich Ulbricht nach Ansicht seines Biographen Mario Frank als bedenkenloser Opportunist. Rasches Handeln, wie im Fall Anton Ackermann, bot ihm die Möglichkeit, Funktionäre, die nicht schnell genug mitzogen, anzuklagen, auszuschalten und andere aufrücken zu lassen. Ulbrichts Wissensvorsprung, verbunden mit individueller Durchsetzungskraft, machten ihn für die sowjetischen Stellen bei der Umsetzung ihrer politischen Vorhaben in der DDR zu einem bevorzugten Ansprechpartner. Sie wandten sich direkt an Ulbricht, indem sie ihrerseits den Ministerpräsidenten Grotewohl und den SED-Vorsitzenden Pieck übergingen. Dies war bei der Auflösung der Internierungslager im Jahr 1950 und den anschließenden Waldheimer Prozessen der Fall, wobei das Sekretariat des ZK unter Leitung Ulbrichts den für die „politische Beratung“ der Richter und Staatsanwälte zuständigen SED-Funktionär bestimmte. Auch die von dem sowjetischen Spitzenfunktionär Wladimir Semjonowitsch Semjonow 1950 angeregte streng geheime Untersuchung innerhalb der SED zur Vorbereitung eines Schauprozesses im Rahmen der Noel-Field-Affäre, von der selbst die Zentrale Parteikontrollkommission ausgeschlossen war, kontrollierte Ulbricht.
Ulbrichts Stellung im Parteiapparat erreichte eine Höhe, die ihn in mindestens zwei Fällen zum Herrn in der „Letztentscheidung über Tod oder Leben“ machte. In der Vorbereitung eines Schauprozesses gegen Angehörige der Kampfgruppe gegen Unmenschlichkeit (KgU) im Jahr 1955 war ihm als Erstem Sekretär des Zentralkomitees der SED der „Vorschlag“ der zuständigen Rechtsabteilung des ZK der SED für die vom Obersten Gericht der DDR zu verhängenden Strafen mitgeteilt worden. Die Angeklagten hatten in den Jahren 1950 bis 1952 verschiedene Objekte für mögliche Sprengungen ausgekundschaftet, seitdem aber nur Stimmungsberichte und Einzelmeldungen nach West-Berlin geliefert. Irgendwelche Gewaltakte hatte keiner der Angeklagten verübt. Für den Hauptangeklagten Gerhard Benkowitz hatte die Rechtsabteilung die Todesstrafe vorgesehen. Der Angeklagte Hans-Dietrich Kogel sollte zu 15 Jahren Zuchthaus verurteilt werden. Diesen Vorschlag änderte Ulbricht eigenhändig durch Streichung in „Todesstrafe“, korrigierte einen weiteren Vorschlag, der „zwischen 15 und 10 Jahren Zuchthaus“ gelautet hatte, durch „15“, und unterzeichnete das Ganze mit „Einverstanden/W. Ulbricht“. Dann leitete er die Hausmitteilung weiter an „Gen. Grotewohl zur Meinungsäußerung“. Am darauffolgenden Tag erhielt Ulbricht die Vorschläge der Rechtsabteilung für den geplanten RIAS-Prozess. Er richtete sich gegen Informanten des Senders aus dessen Hörerkreis in der DDR. Keiner der Angeklagten hatte eine Gewalttat verübt und im Unterschied zu Benkowitz und Kogel konnte ihnen nicht vorgeworfen werden, irgendwelche konkreten Objekte für mögliche Anschläge ausgespäht zu haben. Für den Hauptangeklagten Joachim Wiebach „beabsichtigte“ die Rechtsabteilung die Strafe „lebenslängliches Zuchthaus“. Ulbricht strich dies durch und schrieb: „Vorschlag Todesurteil“. Dann unterzeichnete er wiederum mit „Einverstanden/W. Ulbricht“. Benkowitz und Kogel starben am 29. Juni und Wiebach am 14. September 1955 in der Zentralen Hinrichtungsstätte Dresden unter dem Fallbeil.
Nachdem durch die strikte Ablehnung der Stalin-Noten und den Deutschlandvertrag deutlich geworden war, dass sich die westlichen Regierungen nicht davon abhalten ließen, den westdeutschen Teilstaat aufzubauen, setzte Ulbricht im Juli 1952 den Aufbau des Sozialismus nach sowjetischem Muster in der DDR durch. Kurz zuvor hatte er sich diesen Kurs von Josef Stalin, dem Führer der kommunistischen Weltbewegung, genehmigen lassen. Auf der II. Parteikonferenz der SED – Parteitage wurden erst wieder ab 1954 durchgeführt – erklärte Ulbricht:

„Die politischen und die ökonomischen Bedingungen der Arbeiterklasse sowie das Bewußtsein der Arbeiterklasse und der Mehrheit der Werktätigen sind so weit entwickelt, daß der Aufbau des Sozialismus zur grundlegenden Aufgabe in der Deutschen Demokratischen Republik geworden ist. […] Der Aufbau des Sozialismus erfordert:
a) Durchführung der grundsätzlichen Aufgaben der Volksmacht: den feindlichen Widerstand zu brechen und feindliche Agenten unschädlich zu machen; die Heimat und das Werk des sozialistischen Aufbaus durch die Organisierung bewaffneter Kräfte zu schützen […] Die Stärkung der demokratischen Staatsmacht ist zu einer dringenden Notwendigkeit geworden. Es ist eine Verwaltungsreform durchzuführen […]
 b) […] Die Parteikonferenz lenkt die Aufmerksamkeit der Parteimitglieder im Staatsapparat und in der Industrie auf die Notwendigkeit der Rekonstruktion der Hüttenindustrie, des Bergbaus, des Schwermaschinenbaus und der Energiewirtschaft […]
c) Der breiteste sozialistische Wettbewerb ist zu entfalten, die Erfahrungen der Neuerer sind weitestens zu verbreiten und zu popularisieren […]
d) Den Landarbeitern und werktätigen Bauern, die sich auf völlig freiwilliger Grundlage zu Produktionsgenossenschaften zusammenschließen, ist die notwendige Hilfe zu gewähren und dadurch zugleich das Bündnis der Arbeiterklasse mit den werktätigen Bauern zu festigen.“

In der Folge wurde die Abriegelung der innerdeutschen Grenze forciert, die bereits Ende Mai 1952 vom Ministerrat beschlossen worden war. Auch die Kasernierte Volkspolizei, die erste Armee der DDR, war kurz vorher gegründet worden. Sie wurde später (1956) zur Nationalen Volksarmee ausgebaut. Das 1950 eingerichtete Ministerium für Staatssicherheit (MfS) wurde gleichfalls ausgebaut und verschärfte seine Tätigkeit gegen echte und vermeintliche Staatsfeinde, insbesondere gegen die Jungen Gemeinden; die Einziehung der Kirchensteuer durch den Staat wurde nun eingestellt. Die Länder wurden abgeschafft, seitdem wurde die DDR zentralistisch regiert. Die Verstaatlichung von Wirtschaftsbetrieben wurde vorangetrieben, wobei nach sowjetischem Vorbild ein besonderes Gewicht auf den Aufbau einer Schwerindustrie gelegt wurde. Diesem Ziel wurde der Ausbau der Konsumgüterindustrie nachgeordnet. Auch begann die Kollektivierung der Landwirtschaft, bei der Ulbricht indes auf Schwierigkeiten stieß: Erst 1960 waren alle Landwirte einer Landwirtschaftlichen Produktionsgenossenschaft beigetreten.
Nach dem Tod Josef Stalins am 5. März 1953 war die Position Ulbrichts zeitweise stark gefährdet, da er als Archetyp eines Stalinisten galt. Auch wurde ihm der um ihn betriebene Personenkult vorgeworfen, insbesondere im Zusammenhang mit seinem 60. Geburtstag am 30. Juni 1953, für den aufwändige Jubelfeiern geplant waren, auf die Ulbricht dann verzichtete. Der vor dem Geburtstag (unter Beteiligung namhafter Kulturschaffender) hergestellte Film Baumeister des Sozialismus – Walter Ulbricht blieb bis zum Ende der DDR unter Verschluss.
Paradoxerweise rettete ihn der Volksaufstand des 17. Juni 1953, der durch den von Ulbricht befohlenen forcierten Aufbau des Sozialismus mit ausgelöst worden war. Die Sowjetunion hätte seine geplante Absetzung als Schwächezeichen verstanden, jedoch wurde eine schon vorgestellte Briefmarke mit Ulbrichts Porträt für das Standardporto eines Briefes der DDR nicht ausgegeben. Die mangelnde Rückendeckung seiner innerparteilichen Rivalen Wilhelm Zaisser und Rudolf Herrnstadt seitens der Besatzungsmacht stärkte seine Position, so dass er den politischen Machtkampf innerhalb der SED für sich entscheiden konnte. 1960 wurde er Vorsitzender zweier neu geschaffener Gremien, des Nationalen Verteidigungsrates und des Staatsrates, der nach dem Tode Wilhelm Piecks das Amt des Präsidenten der DDR ersetzte. Ulbricht war damit Staatsoberhaupt der DDR und hatte die entscheidenden Herrschaftsfunktionen über Staat und Partei auf seine Person vereint. Innerparteiliche Kritiker wie Karl Schirdewan, Ernst Wollweber, Fritz Selbmann, Fred Oelßner, Gerhart Ziller und andere wurden ab 1958 als „Fraktionsbildner“ diffamiert und politisch ausgeschaltet. Der Historiker Steffen Alisch meint deshalb, Ulbricht habe die Machtfülle eines Diktators besessen. Der Historiker Ilko-Sascha Kowalczuk bezeichnet Ulbricht ebenfalls als einen Diktator.

#### Mauerbau

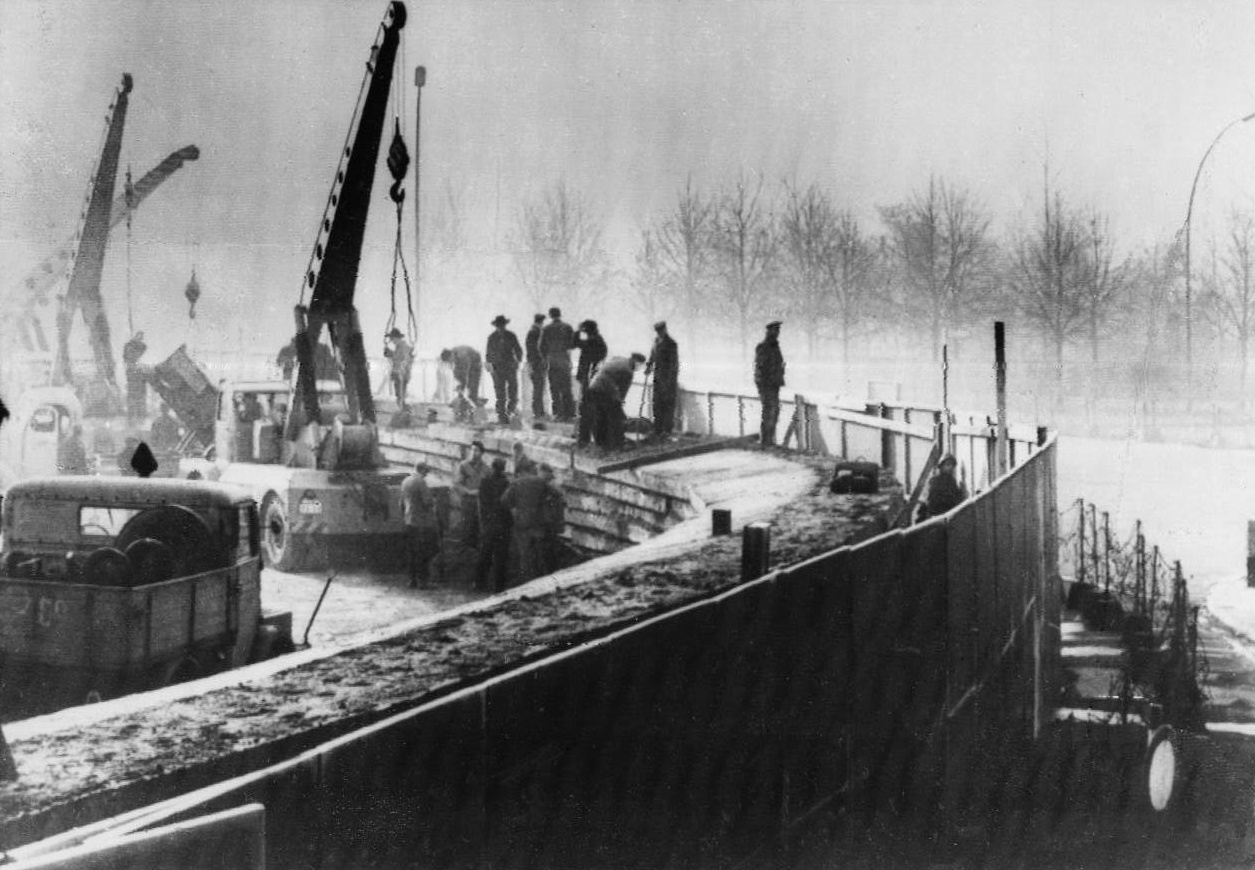
Verstärkung der Mauer am Brandenburger Tor im November 1961

Der Bau der Berliner Mauer durch die DDR 1961 fand unter Ulbrichts politischer Verantwortung statt, nachdem er als Ergebnis harter Verhandlungen die Moskauer Staatsführung von der Notwendigkeit ihres Baues aus Sicht der DDR-Regierung (wegen der damaligen Abwanderung der gut Ausgebildeten und der Elite, des Ausblutens) überzeugt hatte.

Zunächst hatte er sich auf einer Pressekonferenz am 15. Juni 1961 bemüht, derartige Absichten öffentlich zu dementieren, auch indem er auf die Frage der westdeutschen Journalistin Annamarie Doherr einging.
Doherr: „Ich möchte eine Zusatzfrage stellen. Doherr, Frankfurter Rundschau. Herr Vorsitzender, bedeutet die Bildung einer freien Stadt Ihrer Meinung nach, dass die Staatsgrenze am Brandenburger Tor errichtet wird? Und sind Sie entschlossen, dieser Tatsache mit allen Konsequenzen Rechnung zu tragen?“
Darauf Ulbricht: „Ich verstehe Ihre Frage so, dass es Menschen in Westdeutschland gibt, die wünschen, dass wir die Bauarbeiter der Hauptstadt der DDR mobilisieren, um eine Mauer aufzurichten, ja? Ääh, mir ist nicht bekannt, dass solche Absicht besteht, da sich die Bauarbeiter in der Hauptstadt hauptsächlich mit Wohnungsbau beschäftigen und ihre Arbeitskraft dafür voll ausgenutzt wird, voll eingesetzt wird. Niemand hat die Absicht, eine Mauer zu errichten!“
Obwohl nicht speziell nach der Art der Abriegelungsmaßnahmen gefragt wurde, war Ulbricht selbst damit der Erste, der den Begriff „Mauer“ diesbezüglich in den Raum stellte. Ob er dies aus einer Unachtsamkeit heraus oder mit Absicht tat, konnte nie abschließend geklärt werden.
Zwei Monate später, am Sonntag, dem 13. August 1961, begannen nachts gegen 1 Uhr Streitkräfte der DDR, die Grenze zwischen Ost- und West-Berlin sowie die zwischen West-Berlin und der DDR auf ihrer vollen Länge (nahezu 170 km) praktisch lückenlos und zur gleichen Zeit mit einem gewaltigen Aufwand an Menschen und Material abzuriegeln und Sperranlagen zu errichten.

#### National orientierte Architektur und Kulturpolitik

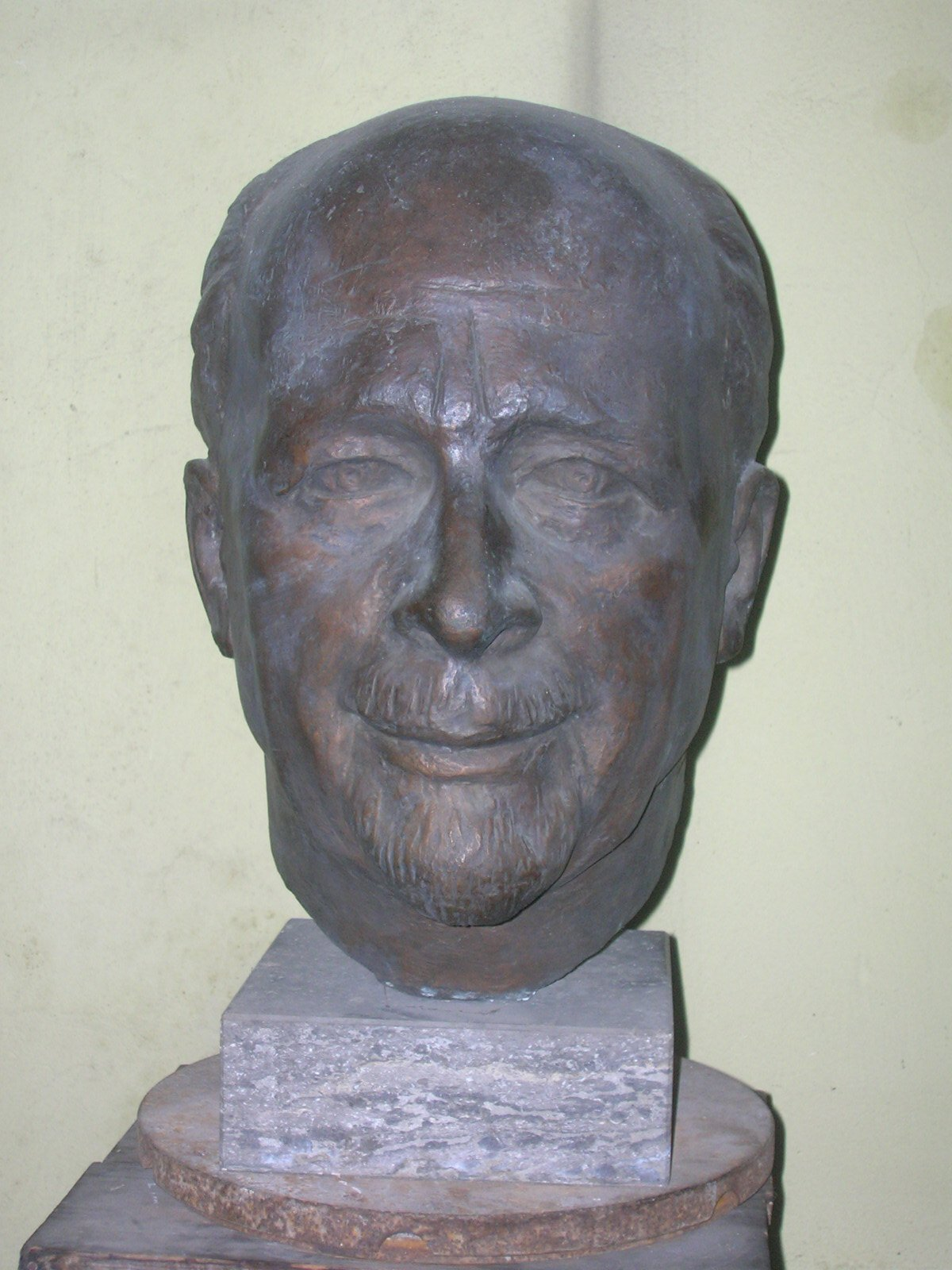
Walter-Ulbricht-Büste der Bildhauerin Ruthild Hahne, für die Ulbricht 1963 Modell saß

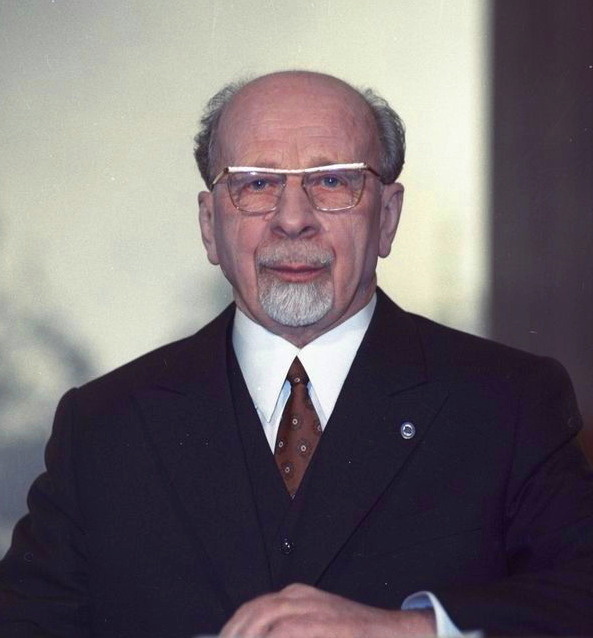
Walter Ulbricht (1970)

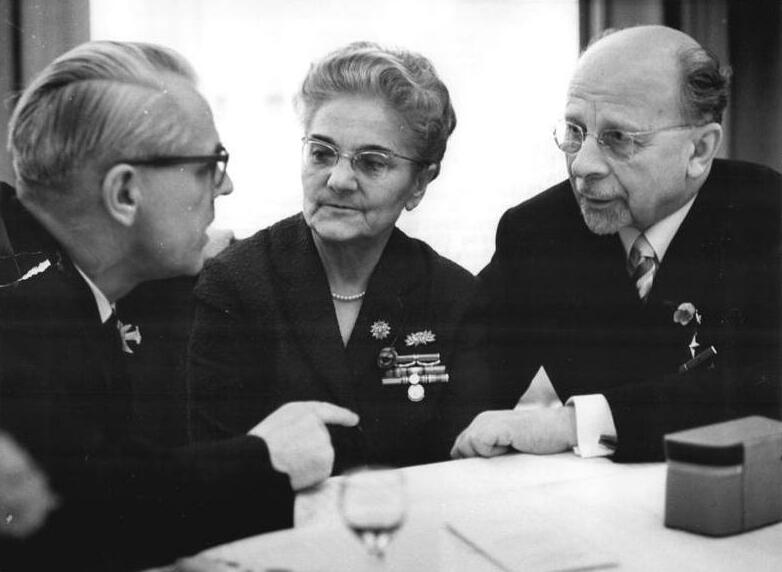
Walter und Lotte Ulbricht im Gespräch mit Willi Stoph (1967)

Beim Aufbau der DDR forderte Ulbricht auf dem III. Parteitag der SED die Abkehr vom (westlichen, im Bauhaus in Weimar begründeten) Formalismus. Die Architektur habe der Form nach national zu sein. Diese gespaltene Haltung spiegelte sich in der Gründung einer Deutschen Bauakademie und der Zeitschrift Deutsche Architektur, sowie etlichen widersprüchlichen Abbruch- und Baumaßnahmen wider. Aus ideologischen Gründen und vor dem Hintergrund des Aufbaus sozialistischer Stadtzentren wurden während der Herrschaft Walter Ulbrichts in den 1950er und 1960er Jahren zahlreiche wiederaufbaufähige Kriegsruinen bedeutsamer und stadtbildprägender historischer Gebäude abgerissen. So wurden z. B. das Berliner Schloss (1950) und das Potsdamer Stadtschloss (1959) gesprengt. Etwa 60 Kirchenbauten, darunter einige intakte oder wiederaufgebaute, wurden gesprengt oder abgerissen, darunter 17 Kirchen in Ostberlin. Die Ulrichkirche in Magdeburg wurde 1956 gesprengt, die Dresdner Sophienkirche 1963, die Ruine der Potsdamer Garnisonkirche am 23. Juni 1968 und die intakte 700 Jahre alte Leipziger Universitätskirche am 30. Mai 1968. Dabei kam es nach Bürgerprotesten gegen die Kirchensprengung auch zu Inhaftierungen. Viele der Neubauten wurden während der 1950er Jahre im Stil des Sozialistischen Klassizismus errichtet, zum Beispiel die Stalinallee in Berlin.

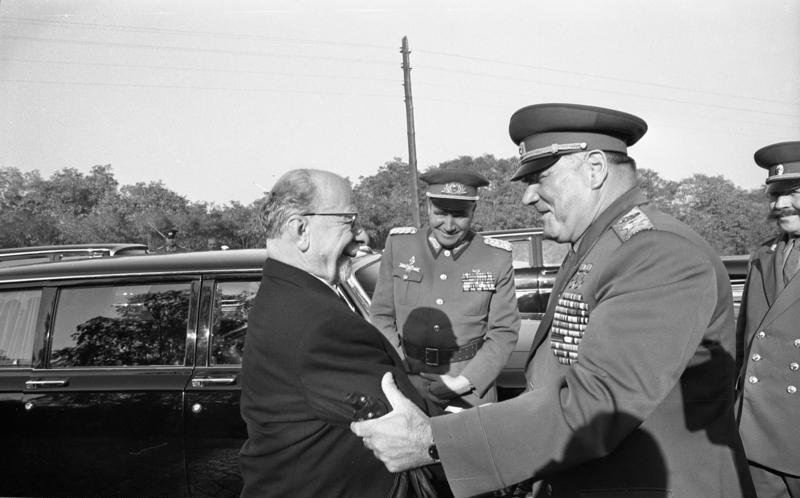
Marschall Iwan Jakubowski, Oberkommandierender der Vereinten Streitkräfte des Warschauer Vertrages, begrüßt Walter Ulbricht im Oktober 1970 beim Manöver Waffenbrüderschaft.

Ulbricht sah den Sozialismus als eigenständige längerdauernde Phase und setzte sich damit auch von anderen Ländern im RGW ab. Einen in diesem Sinne „nationalen Weg zum Sozialismus“ spiegeln auch die Verwendung von Elementen der Uniform der Wehrmacht bei den NVA-Uniformen, von nach preußischen Militärs benannten Orden der NVA wie dem Blücher- und dem Scharnhorst-Orden sowie dem später unter Honecker nicht mehr gesungenen Text der DDR-Hymne wider.
Nach dem Mauerbau 1961 öffnete sich die DDR zunächst nach innen, insbesondere gegenüber der Jugendkultur in der DDR. Ulbricht beabsichtigte, eine möglichst umfassende eigene Jugendkultur der DDR zu schaffen, die weitgehend unabhängig von westlichen Einflüssen sein sollte. Bekannt wurde seine auf das Yeah, Yeah, Yeah der Beatles anspielende Aussage „Ist es denn wirklich so, dass wir jeden Dreck, der vom Westen kommt, nu kopieren müssen? Ich denke, Genossen, mit der Monotonie des Je-Je-Je, und wie das alles heißt, ja, sollte man doch Schluss machen.“

#### Verwaltungs- und Wirtschaftspolitik

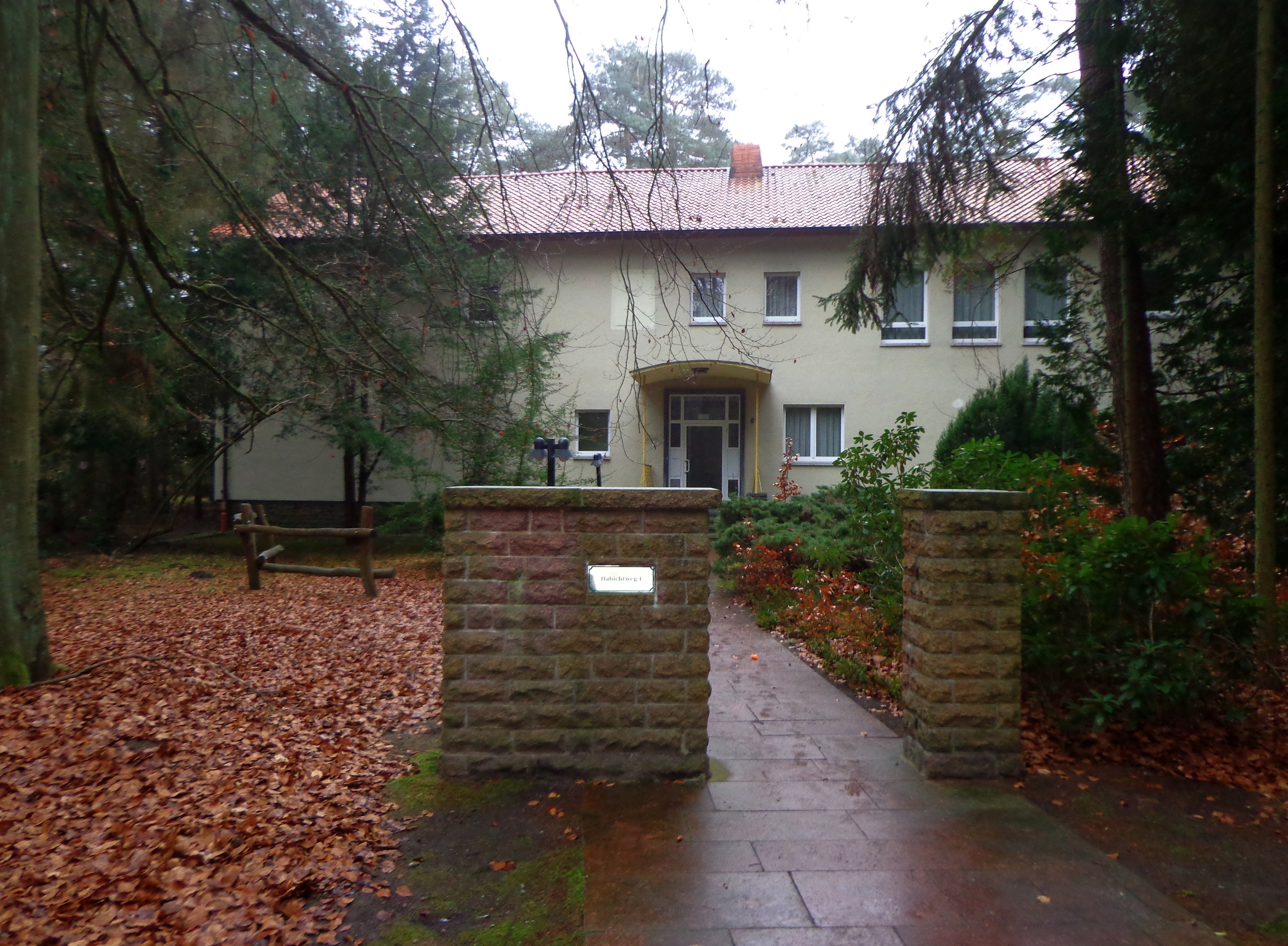
Waldsiedlung Wandlitz, das einst von Ulbricht und Gerhard Schürer bewohnte "Haus 7"

Prägend für die Neugliederung der DDR war die Ausschaltung und Beseitigung der Selbstverwaltung durch Auflösung der fünf Länder und Neugliederung in 14 Bezirke (Verwaltungsreform von 1952), zu denen (Ost-)Berlin als Hauptstadt der DDR hinzukam. Die Ende der 50er Jahre erhöhten Planzielerwartungen, die weiter forcierte Kollektivierung der Landwirtschaft und die durch Drohungen Chruschtschows verschärfte Berlin-Krise machten die Lage der DDR prekär. Durch den Bau der Berliner Mauer 1961 wurde sie jedoch wieder stabilisiert.
Ulbricht versuchte seit 1963 mit dem Neuen Ökonomischen System der Planung und Leitung (NÖSPL) – später kurz Neues Ökonomisches System (NÖS) –, eine größere Effizienz der Wirtschaft zu erreichen. Wichtige Treiber des NÖS waren Wolfgang Berger und Erich Apel. Der gesamtheitliche Plan sollte bestehen bleiben, aber die einzelnen Betriebe sollten größere Entscheidungsmöglichkeiten bekommen. Es ging dabei nicht nur um den Anreiz durch eigene Verantwortung, sondern auch darum, dass konkrete Fragen vor Ort besser entschieden werden können.
Mit der Modernisierung des ökonomischen Systems gingen Reformen im gesellschaftlichen Bereich (etwa durch das Bildungsgesetz von 1965) einher. Die DDR nahm Züge einer sozialistischen Leistungsgesellschaft (oder Meritokratie) an, in der nicht mehr nur politische Rechtgläubigkeit und Linientreue, sondern auch fachliche Qualifikationen über die berufliche und damit gesellschaftliche Stellung entscheiden sollten. Zunehmend rückten auch Fachleute in politische Führungspositionen auf. Verfassungsrechtlich wurden die gesellschaftlichen und wirtschaftlichen Veränderungen 1968 in der zweiten Verfassung der DDR festgeschrieben.
Ein Interessenschwerpunkt Ulbrichts war die wissenschaftliche Leitung der Wirtschaft und Politik (oder Technokratie), unter anderem mittels ökonomischer Kybernetik und Operationsforschung, Elementen der Psychologie und Soziologie, vor allem aber unter stärkerer Beachtung naturwissenschaftlich-systemtechnischer Grundlagen. Basis der ökonomischen Kybernetik und Operationsforschung sollten eine umfassende Computerisierung und der Ausbau der Elektronischen Datenverarbeitung sein. Das NÖS sah auch die Verbindung der Ökonomie mit der Wissenschaft vor, was in der Praxis hieß, dass mehr und mehr Fachleute die wichtigen Entscheidungen trafen und einzelne Betriebe und Unternehmen eine größere Selbständigkeit erlangten. Im Frühjahr 1972 bestanden noch etwa rund 11.400 mittelständische Betriebe in der DDR, unter ihnen circa 6500 halbstaatliche Betriebe, die insbesondere Konsumgüter und Dienstleistungen anboten, was von vielen Mitgliedern der SED nicht gern gesehen wurde.
Ulbricht verhalf der DDR zu einer wichtigen Rolle bei der Devisenbeschaffung für den RGW, indem durch Tauschhandel finanzierte Erzeugnisse und Rohstofflieferungen aus RGW-Staaten im innerdeutschen Handel mit der Bundesrepublik zu Sonderkonditionen ins westliche Ausland verkauft wurden. Vergeblich trieb Ulbricht auf höchster Ebene die Erdölprospektion in der DDR voran, um gegenüber der damals noch über 30 % ihres Erdölbedarfs selbst fördernden Bundesrepublik aufzuholen. Sein Versuch, die Abhängigkeit von der Sowjetunion zu vermindern, scheiterte 1965 nach kontroversen Verhandlungen; der Vorsitzende der Staatlichen Plankommission Erich Apel erschoss sich daraufhin.
Danach kam es innerhalb der SED zu größerem Widerstand gegen das NÖS. Der Führer dieser Opposition, die sich der Unterstützung Breschnews erfreute, war Erich Honecker, der wiederum auf die Stimmen zahlreicher Parteimitglieder hoffen konnte und 1972 eine letzte große Verstaatlichungswelle durchsetzte.

#### Außenpolitische Positionen
Ulbricht ignorierte Widersprüche im Sozialismus, etwa bei den real vergleichsweise schlechten Beziehungen der DDR zu den kleineren Bruderstaaten im RGW. Sein dafür verwendeter Begriff „sozialistische Menschengemeinschaft“ wurde nach seinem Tod schnell fallengelassen. Wichtig und entscheidend für die DDR wie auch die politische Karriere Ulbrichts selbst war das Verhältnis zur Sowjetunion. Mit Hinweis auf die vergleichsweise großen wirtschaftlichen Erfolge im RGW propagierte Ulbricht Ende der 1960er Jahre das Modell DDR als Vorbild aller entwickelten realsozialistischen Industriegesellschaften und geriet darüber in ideologische Konflikte mit der KPdSU. Der Niederschlagung des Prager Frühlings stand Ulbricht wiederum positiv gegenüber. Dem tschechoslowakischen Botschafter hatte er vorher vorgeworfen, mit ihrer entschiedenen Aufarbeitung der eigenen Vergangenheit würde die KSČ den anderen sozialistischen Staaten in den Rücken fallen:

„Jetzt liefern Sie das Material für den psychologischen Krieg des Imperialismus gegen den Sozialismus. Jeden Tag bekommt die Weltpresse von Ihnen Material für den Kampf gegen das sozialistische Weltsystem. Während […] in Westdeutschland die Jugendlichen mutig auftreten, vom Imperialismus geschlagen und getötet werden, liefern Sie Material über den ‚Terror der Kommunisten‘. […] Das ist zuviel, das ist schlimmer als zu Zeiten Chruschtschows.“

Damit meinte Ulbricht die Auseinandersetzung mit dem Stalinismus und dem damit verbundenen Personenkult, gegen die er selbst sich verwahrte, da er seine Position gefährdet sah. Beim Einmarsch der Warschauer-Pakt-Staaten in die ČSSR und der militärischen Zerschlagung der Reformbewegung, die als „Konterrevolution“ oder „Sozialdemokratismus“ denunziert wurde, nahm die Nationale Volksarmee nicht teil, auch wenn die offizielle DDR-Propaganda bis Ende der 1980er Jahre behauptete, sie hätte an der Invasion teilgenommen.
Auf Ulbricht geht der Standpunkt der DDR-Führung zurück, dass es normale diplomatische Beziehungen zwischen der DDR und der Bundesrepublik Deutschland nur geben könne, wenn beide Staaten die volle Souveränität des jeweils anderen Staates anerkannten (Ulbricht-Doktrin). Dies stand im Gegensatz zur bundesdeutschen Hallstein-Doktrin, der zufolge die Bundesrepublik die Kontakte zu einem Staat abbricht, der die DDR anerkennt.

### Entmachtung

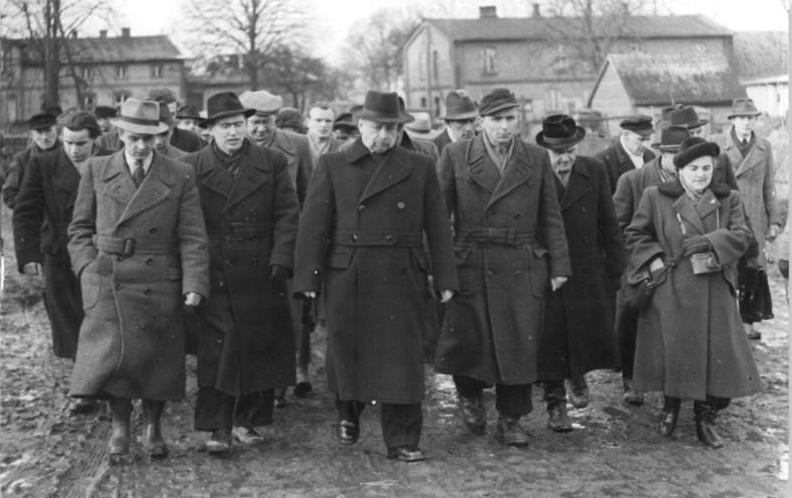
Ulbricht beim Besuch der LPG Rotes Banner in Trinwillershagen am 31. Januar 1953

Ab 1969 kam es zu Streitigkeiten mit Mitgliedern des Politbüros der SED zur weiteren Wirtschafts- und Außenpolitik der DDR. Ulbricht war im Rahmen der Entspannungspolitik von Bundeskanzler Willy Brandt bereit, die Verhandlungen mit der Bundesrepublik über eine staatsrechtliche Anerkennung zurückzustellen (beispielsweise auf den Austausch von Botschaftern zu verzichten). Er erhoffte sich von der neuen Entspannungspolitik der Bundesregierung wirtschaftliche Vorteile für die DDR. Da die Mehrheit im Politbüro dieser Meinung nicht folgte, kam es ab 1970 zur Schwächung seiner Position in der Partei.
Die Unterstützung der sowjetischen Führung unter Leonid Breschnew verlor er aber bereits ab 1967, als er die These aufstellte, die DDR befinde sich auf dem Weg in das „entwickelte gesellschaftliche System des Sozialismus“, und dieses stelle eine eigenständige Gesellschaftsform dar. Hierbei wollte er auch mit der KPdSU „gleichziehen“, die behauptete, sie habe in der Sowjetunion den Sozialismus bereits realisiert und befinde sich auf dem Weg zum Kommunismus. Damit stellte Ulbricht den Monopolanspruch der KPdSU auf die Auslegung der marxistisch-leninistischen Grundsätze in Frage und beanspruchte für die SED bzw. für die DDR, ein Vorbild für die anderen Ostblockstaaten bei der Verwirklichung des Sozialismus in einem industrialisierten Land zu sein. Dafür wurde er von der sowjetischen Parteiführung und Gesellschaftswissenschaftlern stark kritisiert.
Es kam zum offenen Machtkampf. Um sich seines jüngeren Rivalen vor dem VIII. Parteitag 1971 zu entledigen, ließ Ulbricht Erich Honecker auf einer außerordentlichen Politbürositzung am 1. Juli 1970 überraschend von der inoffiziellen Funktion des Leiters des Sekretariats des ZK suspendieren. Leonid Breschnew, zu dem Honecker ein gutes Verhältnis pflegte, ließ diesen nicht mit ihm abgestimmten Beschluss auf der Politbürositzung am 7. Juli 1970 rückgängig machen.
Bei einem Gespräch zwischen Breschnew und Erich Honecker am 28. Juli 1970 in Moskau wurde vereinbart, dass Ulbricht die Macht in der DDR abzugeben habe. Bei der 14. Tagung des SED-Zentralkomitees vom 9. bis 11. Dezember 1970 wurde dann über die Wirtschaftspolitik diskutiert und die akuten Versorgungsprobleme, die man für die schlechte Stimmung in der Bevölkerung gegenüber der SED verantwortlich machte, allein auf die Politik Ulbrichts geschoben. Zugleich wurden sein Führungsstil und seine Alleingänge in der Deutschlandpolitik kritisiert.
Am 21. Januar 1971 schrieben dann 13 (der damals 20) Mitglieder und Kandidaten des Politbüros der SED einen siebenseitigen geheimen Brief an Breschnew. Mitverfasser dieses als Geheime Verschlusssache deklarierten Briefes waren u. a. Willi Stoph, Erich Honecker und Günter Mittag. In diesem stellten sie dar, dass Ulbricht nicht mehr in der Lage sei, die wirtschaftlichen und politischen Realitäten richtig einzuschätzen, und mit seiner Haltung gegenüber der Bundesrepublik eine Linie verfolge, die das zwischen der SED und der KPdSU abgesprochene Vorgehen empfindlich störe. Sie schlugen Breschnew vor, die Entmachtung Ulbrichts in der Art vorzunehmen, wie zwischen Honecker und ihm im Juli 1970 besprochen. Am 29. März 1971 reiste Ulbricht letztmals, ohne das zu wissen, an der Spitze einer SED-Delegation zum XXIV. Parteitag der KPdSU nach Moskau. In seiner Grußrede am 31. März 1971 erinnerte er die dortigen Delegierten daran, dass er zu den wenigen Anwesenden zähle, die Lenin noch persönlich gekannt hätten, und stellte die DDR als Modell für die industriell entwickelten sozialistischen Länder dar. Angesichts der bekannten Probleme in der DDR wurden seine Äußerungen jedoch von den Zuhörern in einer Mischung aus Skepsis und Empörung aufgenommen. Bei persönlichen Gesprächen legte Breschnew Ulbricht den Rücktritt nahe; er machte ihm klar, dass Ulbricht mit keiner weiteren Unterstützung durch die Sowjetunion zu rechnen habe und dass auch die Mehrheit des Politbüros der SED gegen ihn stand.
Ulbricht gab dennoch nicht nach. Schließlich putschte sich Honecker mit sowjetischem Einverständnis an die Macht: Am 26. April 1971 fuhr Honecker, begleitet von mit Maschinenpistolen bewaffneten Angehörigen der Hauptabteilung Personenschutz des MfS, zum Sommersitz Ulbrichts nach Groß Dölln. Dort ließ er laut Ed Stuhler alle Tore und Ausgänge besetzen, die Telefonleitungen kappen und zwang Ulbricht, ein Rücktrittsgesuch an das Zentralkomitee zu unterschreiben.

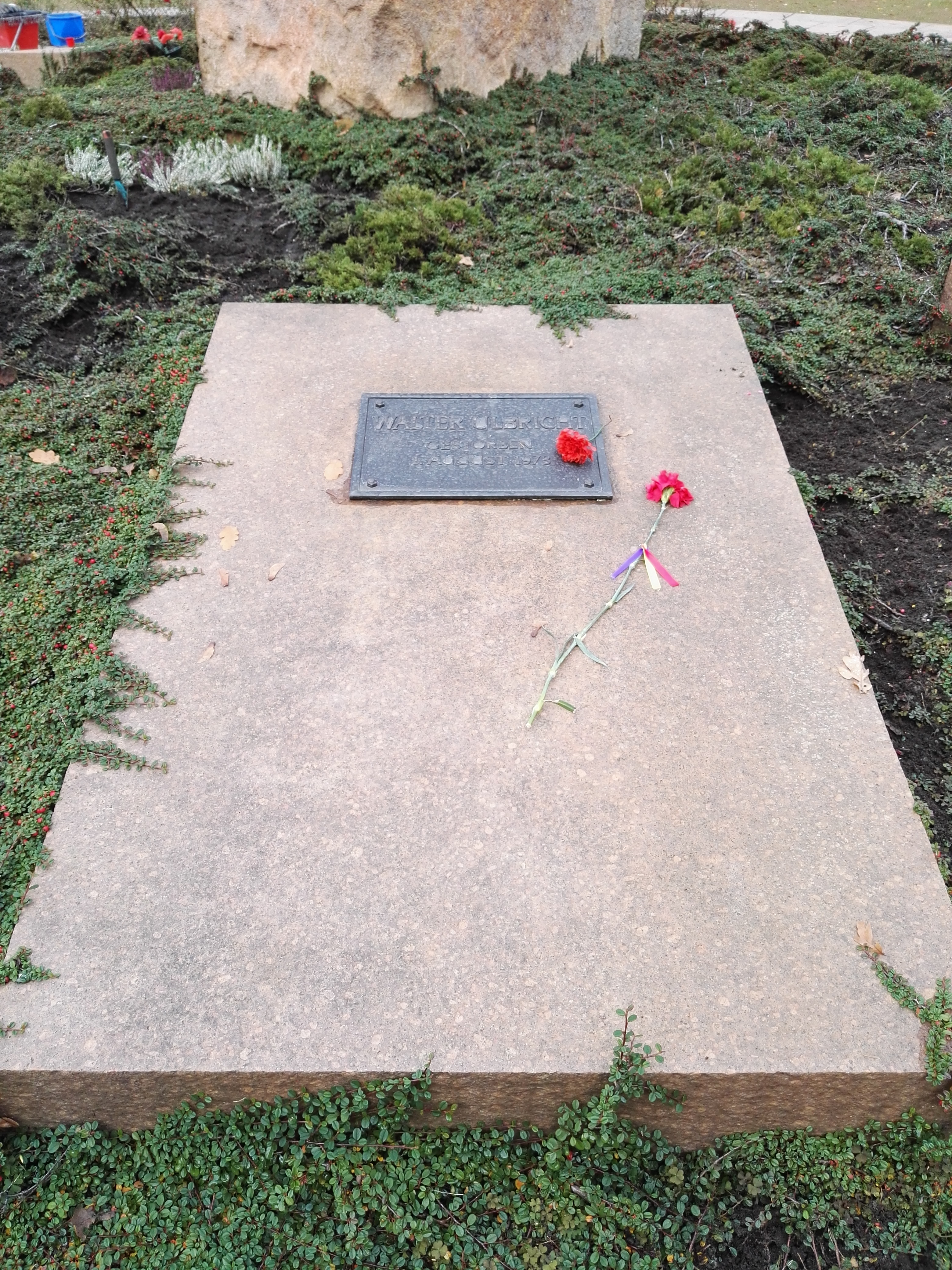
Grabstätte

Am 3. Mai 1971 erklärte Ulbricht gegenüber dem Zentralkomitee der SED „aus gesundheitlichen Gründen“ seinen Rücktritt von fast allen seinen Ämtern. Wie bereits in den Absprachen mit Breschnew vorgesehen, wurde als Nachfolger der 58-jährige Erich Honecker nominiert. Diesen wählten die Delegierten des VIII. Parteitags (15. bis 19. Juni 1971 in Ost-Berlin) dann zum Ersten Sekretär des ZK. Noch zu Ulbrichts Lebzeiten begann eine weitgehende Entfernung seines Namens aus der DDR-Geschichtsschreibung und dem öffentlichen Leben, wie mit dem Ende der Dauerbriefmarkenserie Staatsratsvorsitzender Walter Ulbricht (1971), mit der Entfernung seines Namens aus der Bezeichnung der Akademie für Staats- und Rechtswissenschaft in Potsdam (Januar 1973) und anderen Umbenennungen von Betrieben, Institutionen und Einrichtungen. Einzig das relativ einflusslose Amt des Vorsitzenden des Staatsrates behielt Ulbricht bis an sein Lebensende, jedoch musste er Befugnisse an den Ministerrat unter Stoph abtreten. Außerdem erhielt er das neu geschaffene Ehrenamt des Vorsitzenden der SED. Er starb am 1. August 1973 im Gästehaus der Regierung der DDR am Döllnsee an den Folgen eines Schlaganfalls, während in Ost-Berlin die X. Weltfestspiele der Jugend und Studenten ohne Unterbrechung weitergingen. Sie waren im Stadion der Weltjugend eröffnet worden, das wenige Tage zuvor noch Walter-Ulbricht-Stadion geheißen hatte.
Ulbricht erhielt ein Staatsbegräbnis. Der Staatsakt am frühen Nachmittag des 7. August 1973 fand im Festsaal des Staatsratsgebäudes statt und Honecker hielt die Gedenkansprache. Auf einer Lafette wurde der Sarg Ulbrichts dann am späten Nachmittag durch ein Ehrenspalier der Nationalen Volksarmee in das Krematorium Berlin-Baumschulenweg überführt. Soldaten hatten entlang der Straße Aufstellung genommen, auch Werktätige waren aus Betrieben an die Strecke beordert worden. Am 17. September wurde Ulbrichts Urne im Rondell der Gedenkstätte der Sozialisten auf dem Zentralfriedhof Berlin-Friedrichsfelde beigesetzt.
Angesichts der von ihr abgelehnten Glasnost- und Perestroikapolitik der KPdSU begann die SED Mitte der 1980er Jahre, die geschichtliche Rolle Ulbrichts in positivem Sinn zu bewerten.

## Personenkult
Ulbricht war mit seiner geringen Statur von 1,65 Metern, seiner untersetzten Gestalt, seiner möglicherweise auf ein seit mindestens 1925 bestehendes Kehlkopfleiden zurückgehenden Fistelstimme mit sächsischem Zungenschlag, seinem Mangel an rhetorischer Begabung, seiner Neigung, Sätze mit der Bestätigungsfloskel „ja?“ zu beenden, und seinem grundsätzlich misstrauischen Charakter ein ausgesprochen uncharismatischer Politiker. Nachdem Versuche in den frühen 1950er Jahren, ihn dennoch als charismatischen Führer aufzubauen, am Desinteresse des Publikums gescheitert waren, ging die DDR-Führung dazu über, dieses Charisma wenigstens zu behaupten: „Nicht die Gewinnung von Charisma war bald das Ziel der Ulbricht-Propaganda, sondern die bloße Darstellung von Charisma“, schreibt der Historiker Rainer Gries.

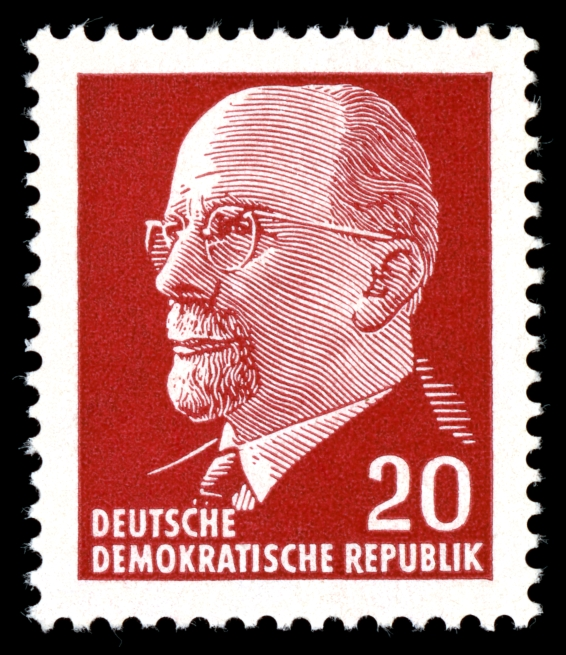
20-Pfennig-Dauermarke der Deutschen Post, im Rahmen einer Dauerserie ausgegeben von 1961 bis 1971, gültig bis 1990

Noch zu Lebzeiten Ulbrichts, besonders in den 1950er Jahren, wurden in der DDR Betriebe, Einrichtungen und Sportstätten nach ihm benannt, so die Leuna-Werke und das Synthesewerk Schwarzheide, die Deutsche Akademie für Staats- und Rechtswissenschaft, das spätere Stadion der Weltjugend in Berlin und der nach ihm benannte Pionierpalast in Dresden. Die Deutsche Post ersetzte ab 1961 ihre Dauerbriefmarkenserie Präsident Wilhelm Pieck durch eine mit dem Porträt Ulbrichts. Bildnisse seiner Person hingen in Behörden, Schulen, Wohnheimen und in volkseigenen Betrieben. Noch 1956, im Jahr der beginnenden Entstalinisierung, kam das Neue Deutschland mit der Schlagzeile heraus: „Mit Walter Ulbricht für das Glück des Menschen.“
Besonders zu Ulbrichts runden Geburtstagen 1958, 1963 und 1968 wurde ein regelrechter Personenkult um ihn getrieben. Die Feierlichkeiten zu seinem 60. Geburtstag am 30. Juni 1953 fielen allerdings wegen der Krise um den Aufstand vom 17. Juni 1953 aus: Bereits gedruckte Prachtbände wurden eingestampft, ein fertig abgedrehter Propagandafilm („Baumeister des Sozialismus – Walter Ulbricht“) über sein Leben, getextet von Stephan Hermlin, kam nicht in die Kinos und eine Briefmarke mit seinem Bild nicht zur Ausgabe. Zu den anderen Terminen aber folgte die DDR-Propaganda dem sowjetischen Vorbild und den Personenkulten um Lenin und Stalin. Nun wurde seine Herkunft aus der Arbeiterklasse betont, er wurde als „des neuen Lebens Fundament“ (Johannes R. Becher) gepriesen, als „Arbeiter-Genius“ und „Herr der Zeiten“:

„Die Deutsche Demokratische Republik erblickt in ihm ein Vorbild an Fleiß, Energie, Arbeitskraft – als menschlichen Inbegriff unschätzbarer Errungenschaft. Das Aufbauwerk des Sozialismus grüßt dich als einen seiner hervorragendsten Erbauer. Und wir alle, die wir die Heimat lieben, und wir alle, die wir den Frieden lieben, lieben dich, Walter Ulbricht, den deutschen Arbeitersohn.“

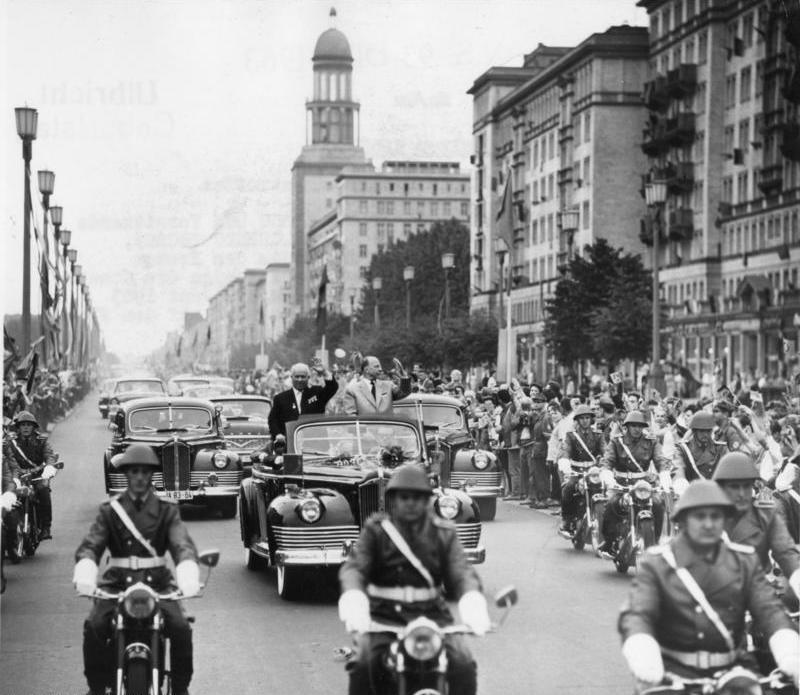
Chruschtschow und Ulbricht bei der gemeinsamen Fahrt durch Ost-Berlin, 28. Juni 1963

Zu seinem 70. Geburtstag am 30. Juni 1963 veranstaltete die DDR grandiose Feierlichkeiten, zu denen auch Nikita Chruschtschow anreiste, um den „Schöpfer des sozialistischen deutschen Wunders“ zu ehren. Hier und in mehreren Biographien über ihn, die in den 1960er Jahren erschienen, wurde er als Kämpfer gegen den Faschismus, als guter Deutscher und ganz allgemein als guter Mensch gerühmt. Besonders hervorgehoben wurde seine enge Verbundenheit mit dem Volk, das ihm voll und ganz vertraue. Als sein Credo wurde formuliert: „Aus dem Volk – mit dem Volk – für das Volk“. Erich Honecker brachte diese Identifikation von Staatsratsvorsitzendem und Staat 1961 auf die Formel: „Ulbricht wird siegen. Und Ulbricht – das sind wir alle“.
Ulbricht wurde mit allen hochrangigen zivilen Orden und Ehrenzeichen der DDR ausgezeichnet. Hinzu kamen noch hochrangige sowjetische Ehrungen:
- Orden des Vaterländischen Krieges II. Klasse (1943)[69]
- Held der Arbeit (1953, 1958, 1963)
- Karl-Marx-Orden (1953, 1968)
- Vaterländischer Verdienstorden (1954)
- Banner der Arbeit (1960)
- Held der Sowjetunion (1963)
- Leninorden (1963)
- Ehrenbürgerschaften
  - Leipzig (1958), 1990 aberkannt[70]
  - Berlin (1963), 1992 aberkannt[70]

Darüber hinaus wurde er im Mai 1961 auf dem II. Deutschen Turn- und Sporttag mit der Friedrich-Ludwig-Jahn-Medaille geehrt.
In der Bevölkerung blieb die Wirkung dieser Propaganda begrenzt. Dialekt, Stimme und seine nie abgelegte Verkrampftheit boten zahlreichen Gegnern Gelegenheit, ihn zu karikieren: „Eine graue, pfeifende Maus“, so wurde er u. a. von Gerhard Zwerenz einmal genannt. Für die DDR-Justiz erfüllte die Bezeichnung „Spitzbart“ oder die Zuschreibung „allwissend“ für Ulbricht den Tatbestand der Staatsverleumdung, die mit einer Gefängnisstrafe geahndet wurde.
Ein unter Schriftstellern zur Belustigung kursierendes Tonband mit der Rezitation von Goethes Osterspaziergang durch einen Ulbricht-Parodisten veranlasste das MfS 1962 zum Einschreiten wegen Staatsverleumdung.
Im Jahr 2022 wurden Berichte bekannt, wonach Ulbricht mehrmals Ziel von Anschlagsplänen gewesen war. Demnach ermittelte das MfS gegen Personen oder Gruppen, die mutmaßlich ein Attentat auf Ulbricht planten, einige von ihnen wurden zu langjährigen Haftstrafen verurteilt. In den Unterlagen des Bundesnachrichtendienstes ließen sich Quellenberichte finden, in denen angeblich stattgefundene Anschläge beschrieben wurden.
Mit Ulbrichts Entmachtung 1971 wurde dieser Personenkult nach und nach ohne großes öffentliches Aufsehen beendet. Nur wenige Einrichtungen wie z. B. die Leuna-Werke behielten den Namenszusatz „Walter Ulbricht“. In der Öffentlichkeit und Literatur der DDR wurde der Name Ulbricht nach 1971 und vor allem nach seinem Tod 1973 nur noch dann erwähnt, wenn es unvermeidlich war.

## Privatleben
Seine elterliche Familie sah Ulbricht zum letzten Mal Mitte der 1920er Jahre bei der Hochzeit seiner Schwester Hildegard. Seine Mutter starb 1926, der Vater 1943 bei einem alliierten Luftangriff auf Leipzig. Die Schwester lebte 1961 in Hamburg und hatte wie der 1928 in die USA ausgewanderte Bruder keine Kontakte zu ihm.
Ulbricht heiratete 1920 Martha Schmellinsky (* 12. Januar 1892, † 1974), eine Leipziger Maschinennäherin, mit der er seit 1915 befreundet war. Das Ehepaar war in den Folgejahren nur jeweils wochen- oder tageweise zusammen und lebte sich schnell auseinander. Zuletzt erschien Ulbricht bei Martha kurz vor seinem Untertauchen im Jahr 1933. Geschieden wurde die Ehe erst 1949. Das Paar hatte eine Tochter, Dora (* 1920, † 2010), die später ohne jede Verbindung zu Ulbricht mit Mann und zwei Söhnen in Westdeutschland lebte.
Ab den 1920er und besonders in seinen Pariser Jahren hatte Ulbricht eine Lebensgefährtin namens Rosa Michel (eigentlich Marie Wacziarg, * 1901 in Warschau, † 14. November 1990 in Berlin). Sie war polnischer Nationalität, Mitglied der Kommunistischen Partei Frankreichs (KPF) und Mitarbeiterin des Exekutivkomitees der Kommunistischen Internationale (EKKI), im besetzten Frankreich in der Résistance tätig und von 1945 bis 1948 Korrespondentin der KPF-Zeitung L’Humanité in Berlin, dann des ADN in Paris. Der Verbindung entsprang 1931 die Tochter Rose (* 1931 in Moskau; † 1995 in Gif-sur-Yvette). Die Familie Ulbrichts unterhielt über den Tod Ulbrichts und Rosas hinaus bis in die 1990er Jahre familiäre Kontakte zu den zwei Töchtern Rosa Michels.
Die Liebesbeziehung endete, als 1935 in Moskau Erich Wendts Ehefrau Lotte, geb. Kühn, an Rosas Stelle trat. Lotte blieb fortan die Lebensgefährtin Ulbrichts und war ab 1953 seine Ehefrau. Lotte Ulbricht galt in der DDR bis zur Absetzung ihres Mannes als First Lady. Im Haushalt Ulbrichts lebte auch Lottes Schwester „Grete“ Winkler (1901–1986).
Weil der gemeinsame Kinderwunsch mit Lotte nicht in Erfüllung gegangen war, nahmen beide 1946 von sächsischen Pflegeeltern das 1½-jährige Kind Maria Pestunowa als Halbwaise mit sowjetischer Staatsangehörigkeit unter dem Namen Beate Ulbricht in Adoptionspflege. Nach Recherchen des Mitteldeutschen Rundfunks (MDR) aus dem Jahr 2015 war es das zweite Pflegekind namens Beate, nachdem die Pflegeeltern ihr erstes, Beate Krause (* 1942), nach sieben Monaten der Mutter zurückgeben mussten. Die Tochter einer bei einem Luftangriff auf Leipzig 1944 getöteten Zwangsarbeiterin aus der Ukraine lebte ab 1959 in der Sowjetunion; nach ihrer Rückkehr 1963 kam es zum Bruch mit Walter und Lotte Ulbricht. Beate Ulbricht war zweimal verheiratet und bekam zwei Kinder. Sie starb 1991 als alkoholkranke Sozialhilfeempfängerin in Berlin.